# Blenina confusa
Blenina confusa är en fjärilsart som beskrevs av Emilio Berio 1939. Blenina confusa ingår i släktet Blenina och familjen trågspinnare. Inga underarter finns listade i Catalogue of Life.